# Ozmolalitás
Az ozmolalitás elektrolitokat és anelektrolitokat egyaránt tartalmazó oldatok koncentrációjának, ozmózisnyomásának és fagyáspontcsökkenésének jellemzésére bevezetett, fizikokémiai törvényekre épülő, de többnyire a fiziológiában és a biofizikában használatos alapfogalom.
A szervezet folyadéktereire a többkomponensű oldatok jellemzők. Többféle anyag közös oldata esetén az oldott anyagok által együttesen okozott, és nem pedig az egyes anyagok által külön-külön előidézett ozmózisnyomás határozza meg a folyadékterek közötti folyadékáramlást. Mivel ilyen esetben az oldat összkoncentrációjának meghatározása körülményes, ezért a koncentráció helyett annak ozmolalitásával jellemezzük a többkomponensű oldatokat. Az ozmolalitás egysége az 1 osmol.
Egységnyi, azaz 1 osmol mindazon vizes oldatok ozmolalitása – bármilyen is az összetételük –, amelyek fagyáspontja −1,85 °C.

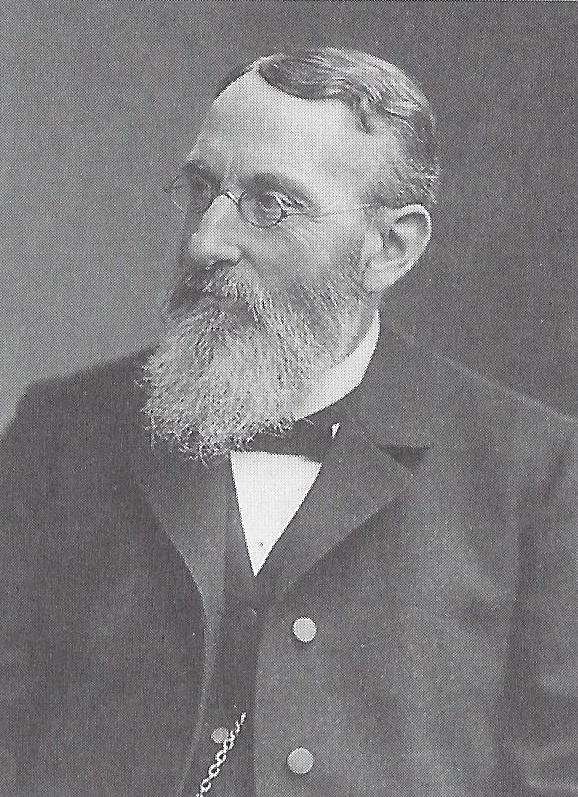
Wilhelm Pfeffer (1845–1920) német növényfiziológus

## Az ozmolalitás jelentősége a szervezetben

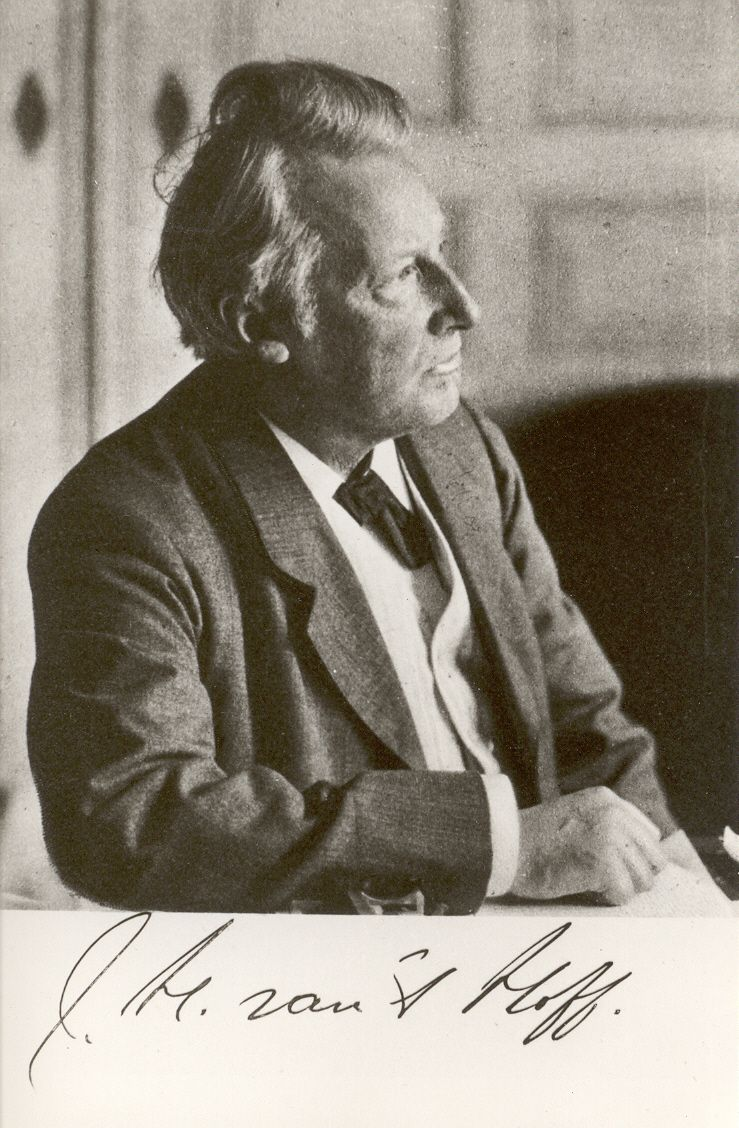
Jacobus Henricus van ’t Hoff (1852–1911) holland vegyész

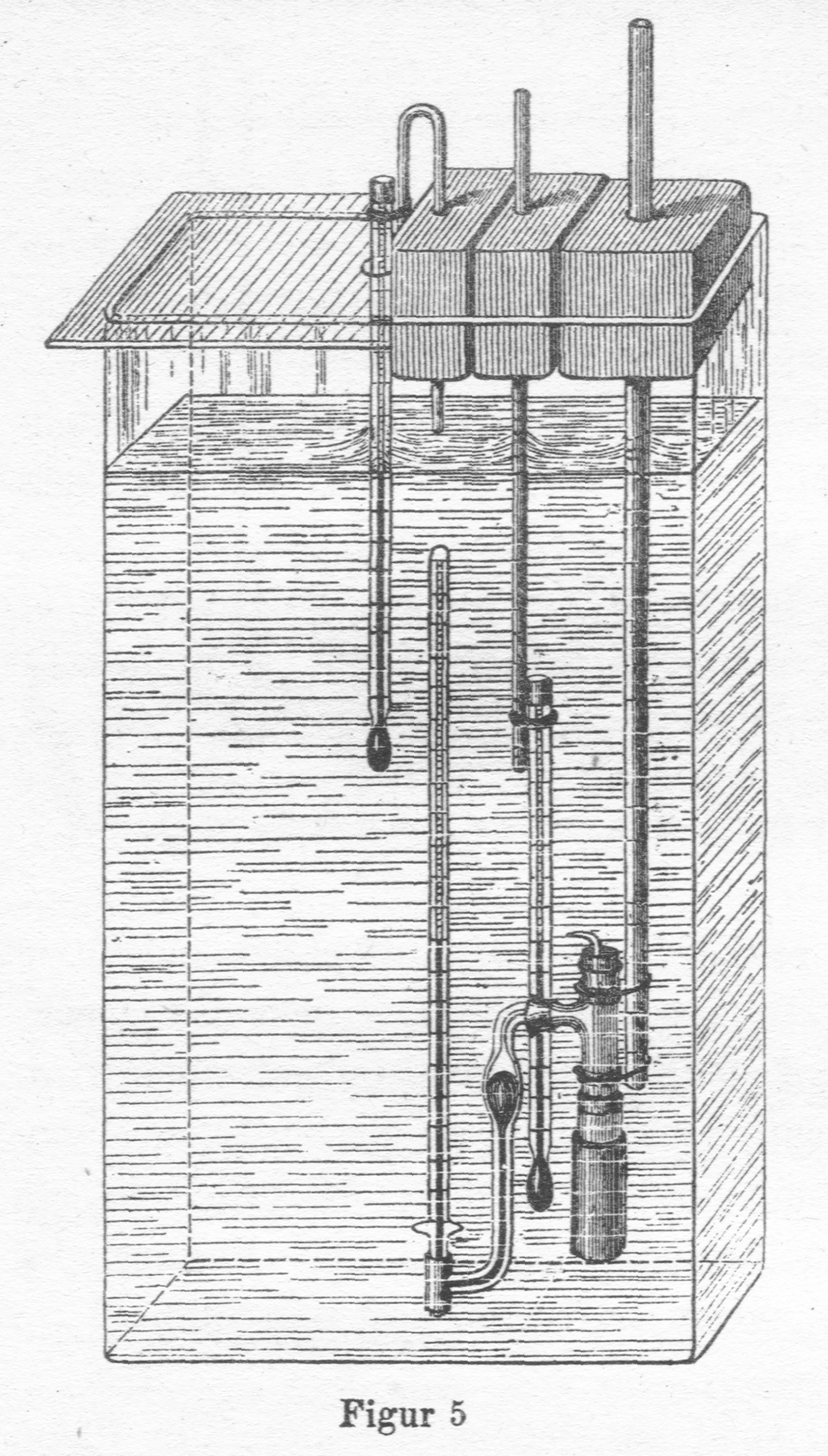
A 19. század végén Pfeffer által kifejlesztett, ozmózisnyomás mérésére szolgáló kísérleti eszköz korabeli rajza

Az ozmózisos nyomás élő sejtekre gyakorolt jelenségét első ízben Wilhelm Pfeffer (1845–1920) német növényfiziológus tanulmányozta 1877-ben. Növényi sejteket különböző koncentrációjú cukoroldattal kezelve mikroszkóp alatt azt tapasztalta, hogy a sejtek citoplazmája a sejtfalon belül az oldat koncentrációjától függően hol összezsugorodik, hol pedig a teljes sejtet kitöltve a sejtfalnak feszül. A jelenség modellezésére és az összefüggések megértésére mesterséges, sejtfalat utánzó, féligáteresztő falat hozott létre égetett agyagban kicsapott réz-ferrocianid segítségével, majd az általa megalkotott első ozmométerrel vizsgálta a nyomás és koncentráció közötti összefüggéseket.
1885-ben Jacobus Henricus van ’t Hoff (1852–1911) holland vegyész kiindulva Pfeffer ozmózissal kapcsolatos első kísérleti eredményeiből arra a meglepő következtetésre jutott, hogy a gáztörvények a híg oldatokra is érvényesek.
Ezt követően az ozmózis jelensége az orvosélettani kutatásokban is a figyelem középpontjába került, mivel az élő szervezetekben a sejteket, szöveteket, folyadéktereket elválasztó féligáteresztő hártyák igen elterjedtek.
Ismert jelenség a vörösvérsejtek alaki változása, amennyiben azokat különböző töménységű konyhasóoldatba helyezzük. A korong alakú vörösvértestek 2%-os NaCl oldatba helyezve elvesztik jellegzetes formájukat, és mikroszkóp alatt megfigyelhető a sejtek látványos zsugorodása. Az oldatot vízzel hígítva viszont gyorsan visszanyerik eredeti formájukat. A hígítást tovább folytatva előbb erősen megduzzadnak, kikerekednek, végül felszakadnak (hemolizálnak), és tartalmuk (a hemoglobin) az oldatba kerül. A jelenség legkézenfekvőbb magyarázata szerint a vörösvérsejtek mikroszkópos méretű ozmométernek tekinthetők, melynek membránja csak a víz számára átjárható, de az oldott molekulákat vagy ionokat visszatartja. Normális élettani körülmények között a vörösvérsejtek az őket körülvevő közeggel, vagyis a vérplazmával csak akkor vannak az ozmózis szempontjából egyensúlyban, ha sejten belül és a plazmában uralkodó ozmózisnyomás értéke azonos.
E magyarázat értelmében a vörösvérsejtek a normál fiziológiásnál magasabb koncentráció esetén (hiperozmotikus környezetben) vizet veszítenek, zsugorodnak és elveszítik a működőképességüket. Hígabb oldatban (hipoozmotikus környezetben) vizet vesznek fel, megduzzadnak, hemolizálnak és menthetetlenül sérülnek.
A fenti kísérlet konyhasóoldatot használ a vörösvérsejtekhez, amely nem azonos a sejtek belső folyadékával. Ebből a kísérletből tehát az is világosan látszik, hogy a sejtek életben maradásánál nem a kémiai összetétel, hanem a sejt belsejével azonos külső környezet ozmotikus állapota játszik elsődleges szerepet.
A vörösvérsejtekre leírt jelenség természetesen a szervezet többi sejtjére is igaz, és levonható belőle az a gyakorlati következtetés, hogy orvosi célból alkalmazott folyékony gyógyszerformák (injekciók, infúziók, szemcseppek stb.) az alkalmazás helyén hasonló módon károsíthatják a sejteket, amennyiben azok ozmotikus állapota eltér a sejtekétől. Közismert tény, hogy nyílt sebbe juttatott tömény sóoldat vagy desztillált víz erős fájdalmat okoz, amely a szövetek ozmotikus roncsolódásával magyarázható. Más megfogalmazásban: az eltérő ozmotikus tulajdonságú, vagyis nem izotóniás oldat fájdalommal járó károsodást okoz.
Mindezek ismeretében a fiziológia és farmakológia számára szükségessé vált a testfolyadékok koncentrációjának és ozmotikus állapotának pontos meghatározása. Első közelítésben a problémát az jelenti, hogy a szervezet testfolyadékai nem egyetlen vegyület egyszerű oldatai, hanem összetett oldatok, azaz több száz különböző molekulából álló oldat keveréke, és együttesen felelősek a testfolyadék ozmotikus nyomásáért.
Bár a testfolyadékok kémiai összetétele napszaktól, táplálkozástól, munkavégzéstől – és még számos más faktortól – függően percről percre változik, de annak ozmotikus állapota, azaz ozmotikus nyomása, ennek ellenére állandó. Az ozmotikus nyomással tehát egy oldat "összes koncentrációját" jellemezni lehet, annak kémiai összetételétől függetlenül.

## Ozmolalitás
Tapasztalat szerint az ozmotikus nyomás függ a hőmérséklettől és az oldatban elhelyezkedő molekulák számától. Ezt az összefüggést, amelyben az ozmotikus nyomást {\displaystyle P{_{o}}}-vel jelöljük, a van 't Hoff törvény írja le:
{\displaystyle P{_{o}}=RTc\ }
Ahol:
{\displaystyle R} = egyetemes gázállandó
{\displaystyle T} = abszolút hőmérséklet [Kelvin]
{\displaystyle c} = részecskék száma [moláris koncentráció]
Bár az egyetemes gázállandó {\displaystyle (R)} és a hőmérséklet {\displaystyle (T)} is a képlet fontos tényezője, de a membrán két oldala között kialakuló, egymással ellentétes irányú nyomásviszonyok számolásánál nem kell őket figyelembe venni, mert ezek mindkét oldalon azonos értékek. Ebből az következik, hogy a sejtek között a szövetekben az ozmotikus nyomást (annak irányát és eredőjét) a membrán két oldalán oldott részecskék számának különbsége határozza meg.
Hangsúlyos különbség, hogy a részecskék száma a meghatározó és nem a koncentráció. Ha az oldatban disszociáló molekulák (azaz elektrolitok) vannak, a moláris koncentrációt szorozni kell a disszociációval keletkezett ionok számával.
Például 1 liter 1M koncentrációjú oldatban a részecskeszám a következőképpen változik:
1 M-os glükóz oldatában 6·1023 molekula van
1 M-os NaCl oldatában 2·6·1023 ion van ( 1 Na+ + 1 Cl− )
1 M-os Na2SO4 oldatában 3·6·1023 ion van ( 2 Na+ + 1 SO2−4 )
Disszociáló molekulák esetén tehát a fenti van 't Hoff törvény így módosul:
{\displaystyle P{_{o}}=RTnc\ }
Ahol:
{\displaystyle n=} a keletkezett ionok száma
Mivel a szervezetben többféle és különböző koncentrációjú oldott részecske van jelen, ezért valamennyi oldott részecske moláris koncentrációjának összegét (az ozmózisból levezetve) ozmolalitásnak nevezzük. Az ozmolalitás a koncentráció egysége, melynek rövidítése: Osm/kg H2O. A fiziológiai és biokémiai gyakorlatban az 1 Osm/kg H2O (össz)koncentráció meglehetősen magas érték, amely csak kivételes esetekben fordul elő a szervezetben, ezért ennek az ezredrészét, a miliOsm/kg H2O (mOsm/kg H2O vagy 10−3 Osm/kg H2O) értéket használják.

## Az extracelluláris folyadék ozmolalitása

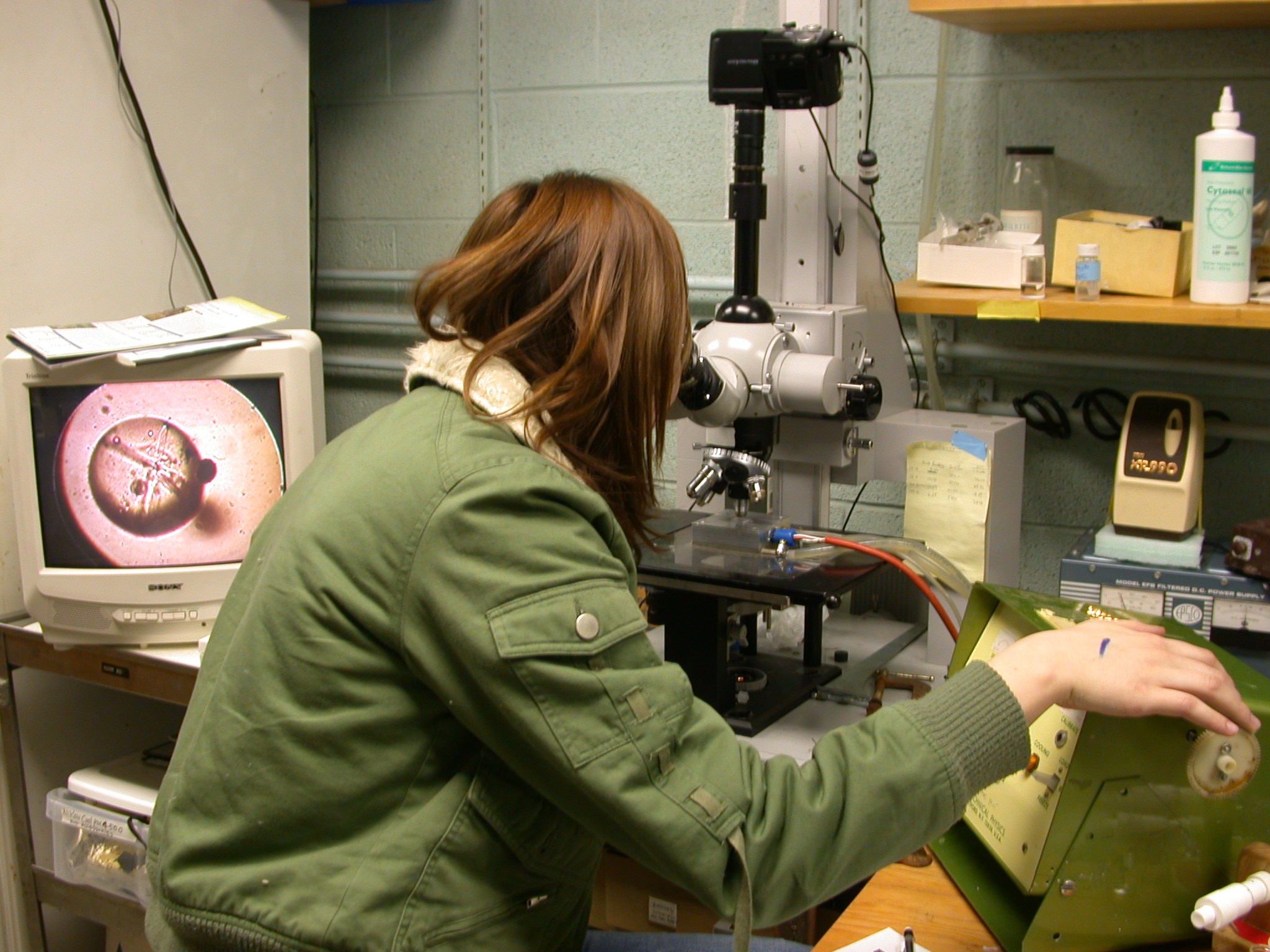
Korszerű nanoliter ozmométer használata sejtbiológiai kísérletben

A sejteket körülvevő (tehát az extracelluláris teret kitöltő) folyadék ozmotikus koncentrációja 290–300 mOsm/kg H2O. Ez az érték az emberi szervezetre érvényes ugyan, de minimális eltérésekkel az összes emlősökre is igaz. Ennek a teljes ozmolalitást adó értéknek a döntő többségét (260 mOsm/kg H2O) a nátrium-, a klorid- és a bikarbonátionok biztosítják a következő felosztásban:
Na+ ~140 mOsm/kg H2O
Cl− ~100 mOsm/kg H2O
HCO−3 ~24 mOsm/kg H2O
Az extracelluláris folyadékban oldott többi anyag (Mg2+, Ca2+, foszfátionok, urea, glükóz és más, az anyagcserében szerepet játszó szerves vegyület) kevésbé meghatározó az ozmotikus viszonyok kialakításában. 
Mivel az extracelluláris tér és a sejtek között (bizonyos határokon belül) ozmotikus egyensúly van, ezért joggal feltételezhető, hogy a sejteken belüli ozmolalitási érték is ~290 mOsm/kg H2O.

## A testfolyadékok ozmolalitásának meghatározása

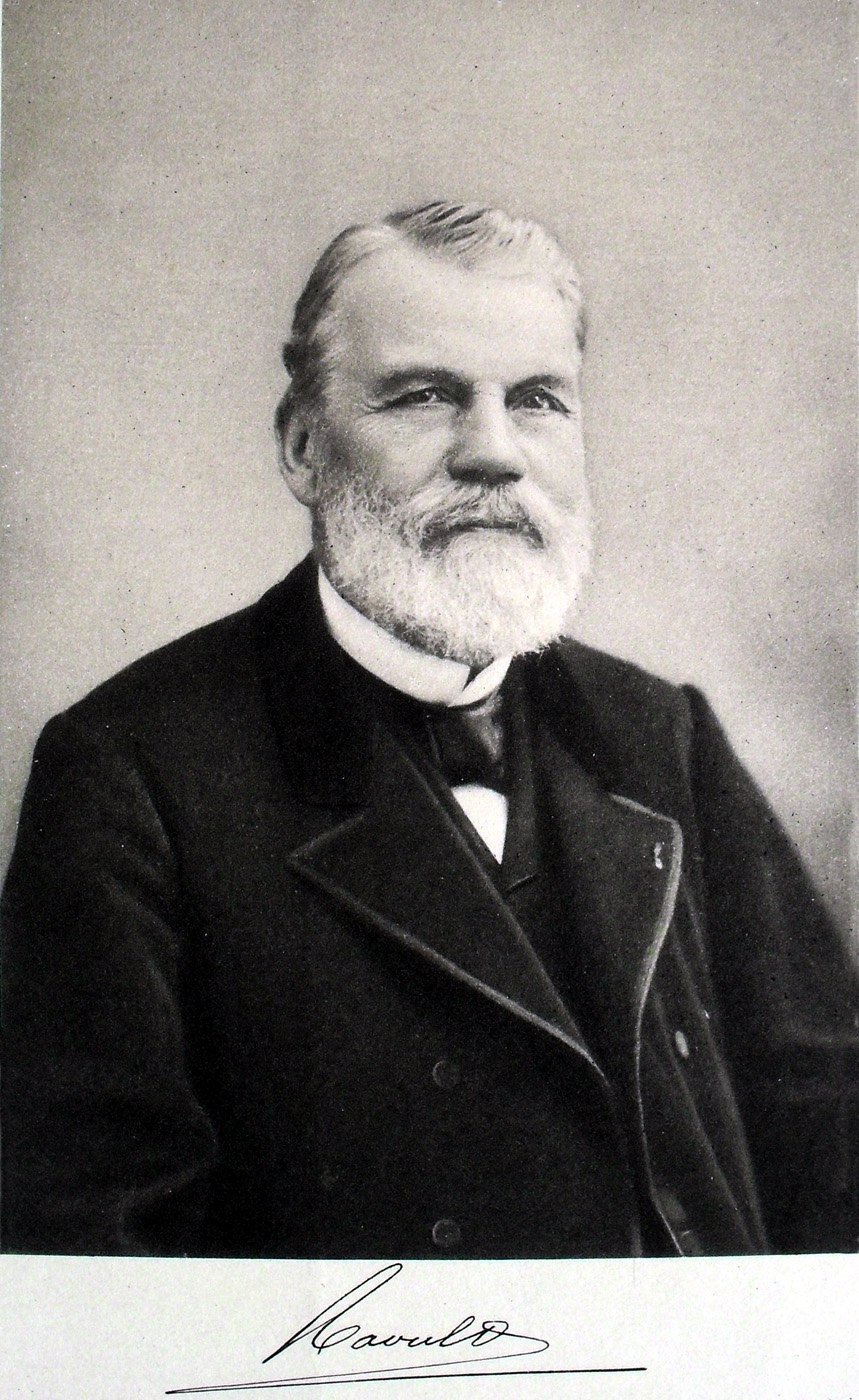
François-Marie Raoult (1830–1901) francia kémikus

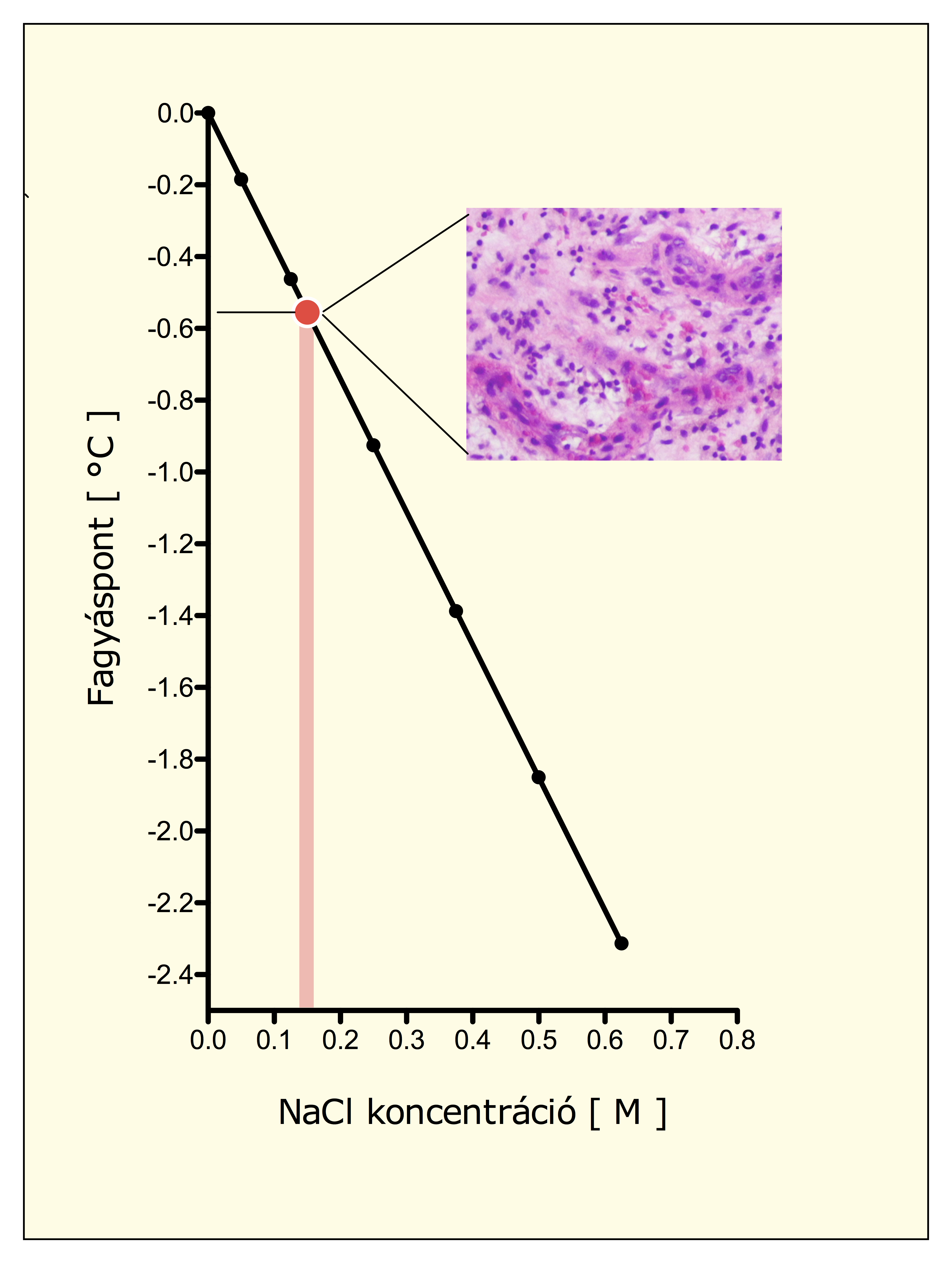
A sóoldat fagyáspontja a koncentráció emelkedésével (azzal arányosan) csökken. A szöveteket körülvevő testfolyadékok kísérletileg mért fagyáspontja −0,56 °C, ami megfelel a 0,15 mólos (0,9%-os) NaCl-oldat fagyáspont értékének

A szervezet folyadéktereiben, valamint a sejtek belsejében uralkodó ozmózisnyomás ismerete kritikus fontosságú a sejtbiológiai kutatásokban, a molekuláris biológiai kísérletekben vagy akár a mesterséges megtermékenyítés során. Napjainkban orvosok és kutatók számára korszerű ozmométerek állnak rendelkezésre, amelyekkel akár egyetlen sejt belsejében is megmérhető az ozmolalitás és annak változása különböző kísérleti körülmények között. A szövetnedvek ozmolalitásának meghatározása már a 19. század végén szükségessé vált, jóval a mai elektronika és a napjainkban használatos nanoliter ozmométerek megjelenése előtt.
1882-ben Francois M. Raoult francia kémikus a híg oldatok és oldatkeverékek ozmózisnyomása és azok fagyáspontcsökkenése közötti összefüggést vizsgálva arra az egyszerű eredményre jutott, hogy e mennyiségek a koncentrációval (illetve ennél is szabatosabban: az oldat térfogategységében oldott részecskék számával) arányosak.
Kísérleti eredményei a következőkben foglalhatók össze. Rault 1 M koncentrációjú glükózoldatot készített, majd azt hígította. Nagy pontosságú Beckmann-hőmérőt használva megmérte az oldatok fagyáspontját és azt találta, hogy a koncentráció és a fagyáspontcsökkenés között lineáris összefüggés van. Míg a tiszta víz fagyáspontja az ismert 0 °C-nak adódott, addig a 0,5 mólos glükóz fagyáspontja −0,925 °C-ot, az 1 mólosé −1,850 °C-ot mutatott. A kísérletet megismételte karbamiddal, glicerinnel és ugyanezeket az eredményeket kapta. Ebből levonhatta azt a következtetést, hogy a fagyáspontcsökkenés (ugyanolyan oldószerben) a koncentrációtól, nem pedig az oldott anyagok minőségétől függ. Amennyiben összetett oldatokat vizsgált, azt tapasztalta, hogy a komponensek koncentrációjának összegétől függ a fagyáspontcsökkenés. Vagyis a részecskék száma a döntő, pontosan úgy, mint az ozmózisnyomás esetén. Amennyiben disszociáló elektrolitokat (például NaCl-ot) vizsgált – az ozmózisnyomáshoz hasonlóan – a disszociáló ionok számát kellett figyelembe venni a számításokhoz. Ez a megfigyelés lehetővé tette, hogy a fagyáspontot az oldatkeverékek és a szervezetben előforduló, nem teljesen ismert összetételű testfolyadékok ozmolalitásának méréséhez felhasználják.
Egészséges ember plazmájának fagyáspontja −0,55 és −0,57 °C között ingadozik. A Rauolt-féle törvény szerint tehát a plazma ozmolalitása (0,56/1,86=0,3) 0,3 Osm/kg H2O (300 mOsm/kg H2O) körüli érték. Más megfogalmazásban ez azt jelenti, hogy a nem teljesen ismert összetételű testfolyadékok ozmotikus nyomása akkora, mint a 0,3 mólos glükóz oldat, vagy a 0,15 mólos (0,9 %-os) konyhasó oldat ozmotikus nyomása. A különböző eredetű extracelluláris nedvek többsége a plazmáéval közel azonos, 290-300 mOsmol/kg H2O ozmolalitású. Ettől eltérő, hígabb ozmolalitást csak néhány mirigyváladék, nyálmirigy, verejtékmirigy mutat.